# Polyrhachis hastata
Polyrhachis hastata (лат.) — вид древесных муравьёв из подсемейства Formicinae (отряд перепончатокрылые). Эндемик Индонезии.

## Распространение
Юго-восточная Азия: Индонезия.

## Описание
Длина тела рабочих особей около 1 см. Основная окраска тела чёрная. Отличаются заметными проподеальными шипиками, дорзально сплющенными и направленными вверх и вбок. На переднеспинке два крупных плечевых шипа, направленных вперёд. На петиоле также два длинных шипа, направленных вверх и назад, а также два коротких боковых шипика. Таксон относится к подроду Myrma и группе видов Polyrhachis (Myrma) relucens species group. Вид был впервые описан в 1802 году под первоначальным названием Formica hastata Latreille, 1802 (с 1858 года в составе рода Polyrhachis), а его валидный статус подтверждён в ходе ревизии, проведённой в 2008 году австралийским мирмекологом Рудольфом Кохоутом (Rudolf J. Kohout; Queensland Museum, Брисбен, Австралия).

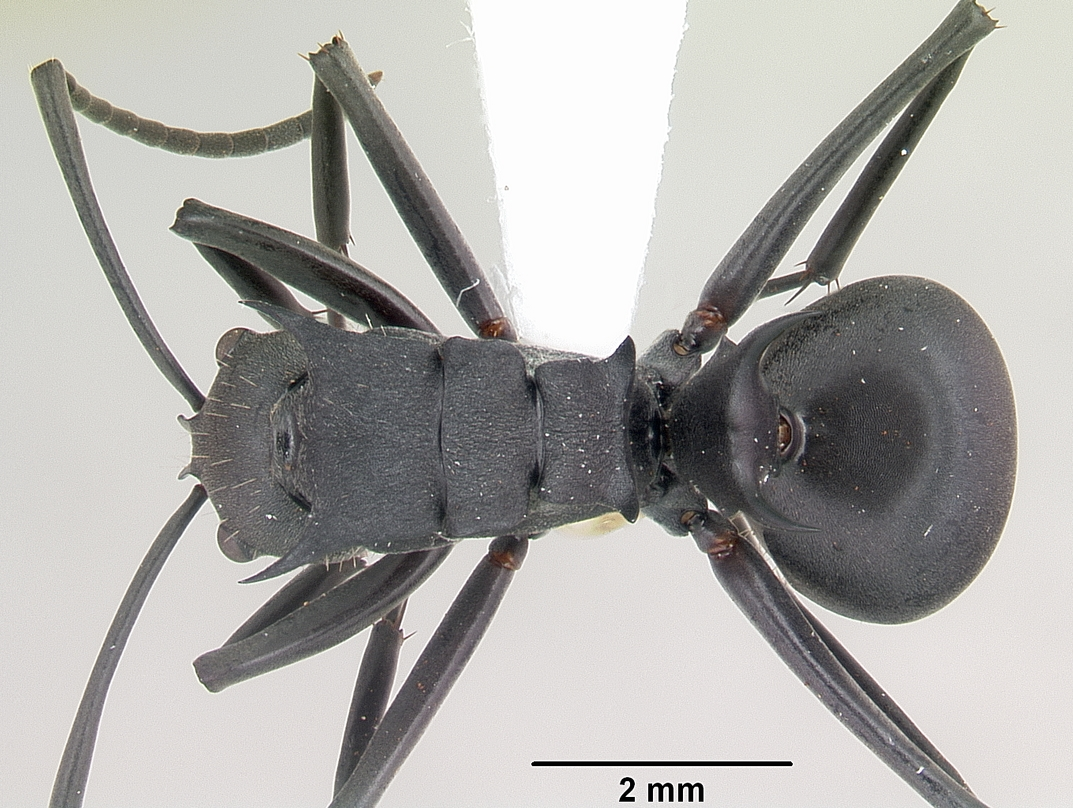
Вид сверху
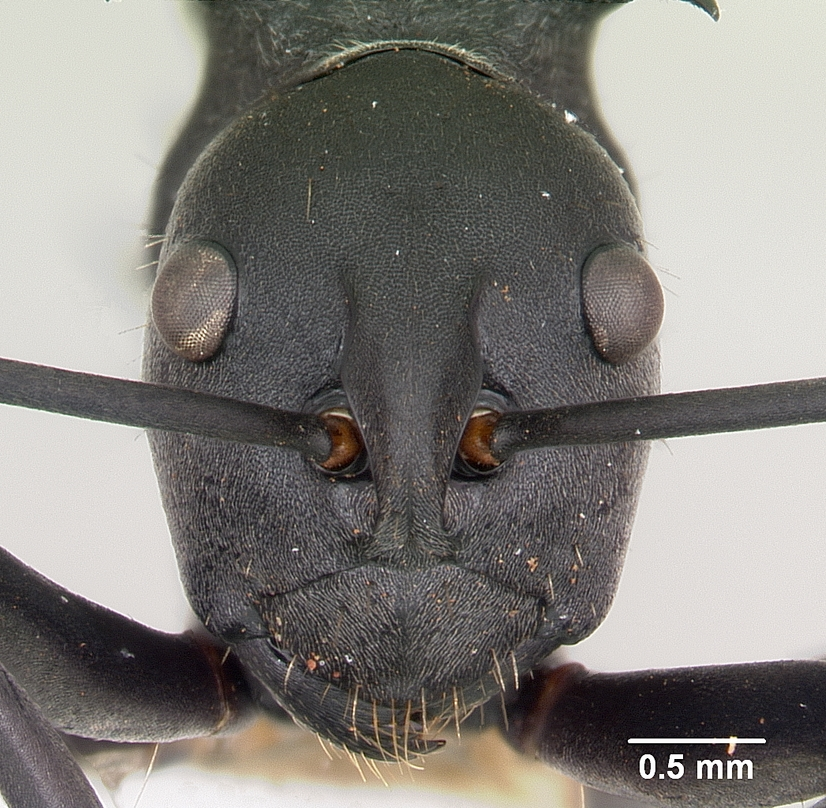
Голова спереди